# جرب الفقر (حريضة)

تعديل مصدري - تعديل

جرب الفقر هي إحدى قرى عزلة حريضة بمديرية حريضة التابعة لمحافظة حضرموت، بلغ تعداد سكانها 257 نسمة حسب تعداد اليمن لعام 2004.